# 薄叶冬青
薄叶冬青（学名：Ilex fragilis）为冬青科冬青属的植物。分布在锡金、缅甸、印度、不丹以及中国大陆的西藏、四川、云南等地，生长于海拔2,200米至3,000米的地区，多生在山地疏林、铁杉林下、阔叶林及灌丛中，目前已由人工引种栽培。

## 别名
扁果冬青（四川植物志），绿皮子（云南禄劝）

## 异名
- Ilex fragilis Hook. f. f. kingii Loes.
- Ilex fragilis Hook. f. f. subcoriacea C. J. Tseng
- Ilex kingii Loes.